# Luri
Luri település Franciaországban, Haute-Corse megyében. Lakosainak száma 857 fő (2022. január 1.). Luri Meria, Barrettali, Cagnano, Morsiglia, Pietracorbara és Pino községekkel határos.

## Népesség
A település népességének változása:
| Lakosok száma | 615  | 564  | 671  | 733  | 797  | 835  | 835  | 848  | 848  | 857  |
|               | 1968 | 1982 | 1990 | 2006 | 2013 | 2015 | 2017 | 2019 | 2020 | 2022 |